# Siegfried J. Bauer
Siegfried Josef Bauer (* 13. September 1930 in Klagenfurt; † 19. September 2021 in Graz) war ein österreichischer Weltraumforscher und ordentlicher Universitätsprofessor der Universität Graz.

## Leben
Siegfried J. Bauer wuchs in Griffen (Kärnten) auf und maturierte im Jahre 1948 am Stiftsgymnasium St. Paul im Lavanttal. Er studierte von 1948 bis 1953 Physik, Geophysik und Meteorologie an der Universität Graz und promovierte 1953 mit einer Dissertation über Ionosphärenforschung bei Otto Burkard. Nach der Promotion emigrierte er in die USA im Rahmen des militärischen Projekts „Paperclip“ und arbeitete bis 1960 am US Army Signal Research and Development Laboratory in Fort Monmouth, New Jersey. Zu seinen Forschungsgebieten zählten Wetterradar, Sferics, die Analyse ionosphärischer Effekte von Hurrikans und Atombombenexplosionen, als auch Untersuchungen der Erdionosphäre mit dem Diana-Mondradar.
Im Jahr 1961 wechselte er an das Goddard Space Flight Center der NASA und beschäftigte sich dort mit der Erforschung der Ionosphären von Erde, Venus und Mars mithilfe von Raketen und Satelliten. Er bekleidete etliche Führungspositionen, u. a. als Leiter der Abteilung für Ionosphären- und Radiophysik sowie zuletzt als stellvertretender Direktor der Wissenschaften. 1981 wurde er zum Ordinarius für Meteorologie und Geophysik an die Karl-Franzens-Universität Graz berufen, an der er bis zu seiner Emeritierung 1998 wirkte, eine Periode auch als Dekan der Naturwissenschaftlichen Fakultät. Parallel dazu war er auch Abteilungsleiter und stellvertretender Direktor des Grazer Instituts für Weltraumforschung der Österreichischen Akademie der Wissenschaften.
Siegfried Bauer war als Experte der Planeten-Aeronomie, die sich mit Atmosphäreneigenschaften in der Nähe der Grenze zum Weltraum befasst, Autor von über 165 wissenschaftlichen Publikationen. Er war auch beteiligt an Experimenten der amerikanischen Pioneer Venus und Mars Global Surveyor Missionen, sowie an der europäischen Huygens-Sonde, die 2005 im Rahmen der Cassini-Mission am Saturnmond Titan landete.
Der österreichische Bundespräsident Heinz Fischer gratulierte Bauer in einem Schreiben persönlich zum 85. Geburtstag und würdigte seine wissenschaftlichen Leistungen und Beiträge.
Eine besondere Ehrung wurde ihm durch die Namensgebung eines Asteroiden zuteil. Die International Astronomical Union benannte einen 1991 entdeckten Asteroiden nach ihm, (73701) Siegfriedbauer.

## Werke
- Siegfried J. Bauer: Physics of Planetary Ionospheres. Springer, Berlin [u. a.], 230 S., 1973 (Physics and Chemistry in Space, 6); ISBN 3-540-06173-8.
- Siegfried J. Bauer und Helmut Lammer: Planetary Aeronomy. Atmosphere Environments in Planetary Systems. Springer, Berlin [u. a.], 207 S., 2004 (Physics of Earth and Space Environments); ISBN 3-540-21472-0.
- Siegfried J. Bauer: Solar System: Planets, Atmospheres and Life. Stepan S. Moskaliuk (Ed.), TIMPANI, Kyiv, 295 S., 2003; (Classics of world science, 7); ISBN 978-3-7001-3185-4.
- Siegfried J. Bauer: Zwischen Venus & Mars. Erinnerungen eines Weltraumforschers auf zwei Kontinenten. Der Wolf-Verlag, St. Michael i. Lavanttal, 111 S., 2005; ISBN 3-901551-93-X.
- Siegfried J. Bauer: Die Planetenatmosphären, S. 605–666, in: Lehrbuch der Experimentalphysik. 7. Erde und Planeten, L. Bergmann und C. Schaefer [Begr.], Wilhelm Raith (Hrsg.), de Gruyter, Berlin [u. a.], 2. aktual. Aufl., 727 S., 2001; ISBN 3-11-016837-5.

## Auszeichnungen (Auswahl)
- 1970 Fellow der American Association for the Advancement of Science (AAAS)
- 1974 NASA Exceptional Scientific Achievement Medal
- 1978 Fellow der American Geophysical Union (AGU)
- 1983 Wirkliches Mitglied der Österreichischen Akademie der Wissenschaften
- 1986 Mitglied der International Academy of Astronautics
- 1991 Erwin Schrödinger-Preis der Österreichischen Akademie der Wissenschaften (gemeinsam mit Willibald Riedler)
- 1992 Mitglied der Academia Europaea
- 1996 Österreichisches Ehrenzeichen für Wissenschaft und Kunst[4] (Mitglied der Kurie für Wissenschaft)
- 2000 David Bates Medal of the European Geosciences Union
- 2006 Großes Goldenes Ehrenzeichen des Landes Steiermark[5]
- 2011 Honorary Fellow der Royal Astronomical Society